# Eublemma intricata
Eublemma intricata is een vlinder van de familie van de spinneruilen (Erebidae). De wetenschappelijke naam van deze soort is voor het eerst voorgesteld als Micra intricata door Francis Walker in een publicatie uit 1869.
De soort komt voor in Congo-Kinshasa.